# Studiengang Kulturtechnik
Universitäre Studiengänge für Kulturtechnik werden an der österreichischen Universität für Bodenkultur Wien (Studienrichtung Kulturtechnik und Wasserwirtschaft) und in der Schweiz an der ETH-Zürich (Master-Studium Umweltingenieurwissenschaften) angeboten.
Die Kulturtechnik im Sinne dieser Studienrichtungen ist auf die Bodenkultur gerichtet und lässt sich in die Reihe der Umweltwissenschaften einreihen. Die Absolventen der kulturtechnischen Studiengänge bezeichnen sich in der Schweiz und in Deutschland häufig als Kulturingenieure, in Österreich als Kulturtechniker.
Beispiele, die zu den klassischen Betätigungsfeldern der Kulturtechniker gehören siehe hier.